# Robert Piris da Motta
Robert Ayrton Piris da Motta Mendoza (Ciudad del Este, Paraguay, 26 de julio de 1994) es un futbolista paraguayo que se desempeña como centrocampista y su equipo actual es el Club Cerro Porteño de la Primera División de Paraguay.

## Trayectoria

### Rubio Ñu y Olimpia
Da sus primeros pasos en el fútbol, en el club Nanawa de su ciudad natal. Poco tiempo después, dirigentes del Rubio Ñu ven en él un gran potencial y lo llevan hasta la capital, para que forme parte del plantel principal. Tras jugar 8 meses en la categoría Sub-14, con la que salió campeón, fue promocionado por Francisco Arce. Debuta en Rubio Ñu a los 15 años (2009), convirtiéndose en uno de los más jóvenes en hacerlo, junto con Derlis González Galeano.
En 2013, integró el plantel de la selección de Paraguay que disputó el Campeonato Sudamericano Sub-20 en Argentina, para posteriormente participar en el Mundial de la categoría, realizado ese mismo año en Turquía.
En 2014, y luego de buenas actuaciones, es observado por varios clubes de Europa, finaliza como uno de los volantes revelación del torneo y se convierte en uno de los capitanes más jóvenes que tuvo su equipo.
En 2015, luego de haber cumplido 100 partidos jugados con la camiseta de Rubio Ñu y finalizado el torneo Apertura, en el mes de junio, se convierte en nuevo refuerzo del Club Olimpia, que tiene como DT a Francisco Arce, quien lo hizo debutar en el año 2009 en Primera División consiguiendo en dicho año la estrella número 40 para el Club Olimpia.
En el primer semestre del año 2016, consiguió el Vicecampeonato del Torneo Apertura del Futbol Paraguayo también de la mano del Club Olimpia; además, gracias a su regular andar y la importante vitrina que representa el club, se ganó un lugar en la Selección Paraguaya que disputó la Copa América Centenario.

### El Conflicto Olimpia
En el receso de invierno de 2016, Piris Da Motta ha complicado su futuro futbolístico debido a que decidió incumplir la opción de compra del contrato que lo vincularía al Olimpia por los próximos 5 años. El 1 de julio, el equipo franjeado accionó judicialmente por daños y perjuicios debido al incumplimiento del contrato, y consiguió la aprobación de una medida cautelar (de no innovar) que imposibilita al jugador fichar por otro club sin antes resarcir al Olimpia por los perjuicios, cifra que estaría estimada en 2 500 000 dólares americanos.
El 8 de febrero de 2017 y luego de la transferencia del jugador al San Lorenzo, tanto el jugador como el conjunto franjeado llegan a un acuerdo por lo que se retiran los cargos y el caso solucionado.

### San Lorenzo de Almagro
En enero del año 2017 se convierte en nuevo jugador del Club Atlético San Lorenzo de Almagro de Argentina. Debutó en el ciclón el 8 de abril de 2017, frente al Club Atlético Sarmiento (Junín), por el partido correspondiente a la decimonovena fecha de la Superliga Argentina, pero tuvo que ser reemplazado por sufrir una lesión a los 20 minutos del primer tiempo.
Cuando ya tenía prácticamente todo acordado para fichar a préstamo por el club que es hincha Cerro Porteño, para la siguiente temporada, la 2017-2018, y bajo la conducción técnica de Claudio Biaggio, comienza regularmente a ser titular, por primera vez desde su llegada al equipo de Boedo; cosechando grandes actuaciones, como en el empate 1 a 1 ante Boca.

### Flamengo
Tras su desempeño en San Lorenzo, el C. R. Flamengo se interesó en él y lo fichó a cambio de 3 000 000 US$.

## Selección nacional
En selecciones juveniles, Robert integró la selección paraguaya sub-20 que participó del mundial de Turquía en 2013.
Así mismo, Piris da Motta integró la selección de fútbol de Paraguay absoluta. Su debut se produjo el 28 de mayo de 2016 en un partido amistoso disputado ante la selección de México, en Atlanta, Estados Unidos, como parte de la preparación para la Copa América Centenario. Jugó todo el encuentro, que finalizó 1-0 a favor del equipo mexicano. 
También fue convocado a partidos de la clasificación para Rusia 2018.

### Participaciones en Copas de Selecciones Menores
| Mundial                          | Sede    | Resultado        |
| -------------------------------- | ------- | ---------------- |
| Mundial de Fútbol Sub-20 de 2013 | Turquía | Octavos de final |

#### Participaciones en Copa América
| Torneo            | Sede   | Resultado        | Partidos | Goles |
| ----------------- | ------ | ---------------- | -------- | ----- |
| Copa América 2021 | Brasil | Cuartos de final | 0        | 0     |

## Clubes
| Club                        | Div.                | Temporada           | Liga  | Liga  | Liga   | Copas nacionales | Copas nacionales | Copas nacionales | Torneos internacionales | Torneos internacionales | Torneos internacionales | Total | Total | Total  |
| Club                        | Div.                | Temporada           | Part. | Goles | Asist. | Part.            | Goles            | Asist.           | Part.                   | Goles                   | Asist.                  | Part. | Goles | Asist. |
| --------------------------- | ------------------- | ------------------- | ----- | ----- | ------ | ---------------- | ---------------- | ---------------- | ----------------------- | ----------------------- | ----------------------- | ----- | ----- | ------ |
| Rubio Ñu Paraguay           | 1.ª                 | 2010                | 4     | 0     | 0      | -                | -                | -                | -                       | -                       | -                       | 4     | 0     | 0      |
| Rubio Ñu Paraguay           | 1.ª                 | 2011                | 8     | 0     | 0      | -                | -                | -                | -                       | -                       | -                       | 8     | 0     | 0      |
| Rubio Ñu Paraguay           | 1.ª                 | 2012                | 22    | 0     | 1      | -                | -                | -                | -                       | -                       | -                       | 22    | 0     | 1      |
| Rubio Ñu Paraguay           | 1.ª                 | 2013                | 26    | 0     | 2      | -                | -                | -                | -                       | -                       | -                       | 26    | 0     | 2      |
| Rubio Ñu Paraguay           | 1.ª                 | 2014                | 35    | 2     | 4      | -                | -                | -                | -                       | -                       | -                       | 35    | 2     | 4      |
| Rubio Ñu Paraguay           | 1.ª                 | 2015                | 21    | 2     | 1      | -                | -                | -                | -                       | -                       | -                       | 21    | 2     | 1      |
| Rubio Ñu Paraguay           | 1.ª                 | 2016                | 7     | 0     | 0      | -                | -                | -                | -                       | -                       | -                       | 7     | 0     | 0      |
| Rubio Ñu Paraguay           | Total club          | Total club          | 123   | 4     | 8      | -                | -                | -                | -                       | -                       |                         | 123   | 4     | 8      |
| Club Olimpia Paraguay       | 1.ª                 | 2015                | 13    | 1     | 0      | -                | -                | -                | 5                       | 0                       | 0                       | 18    | 1     | 0      |
| Club Olimpia Paraguay       | 1.ª                 | 2016                | 17    | 1     | 0      | -                | -                | -                | 4                       | 0                       | 0                       | 21    | 1     | 0      |
| Club Olimpia Paraguay       | Total club          | Total club          | 30    | 2     | 0      | -                | -                | -                | 9                       | 0                       | 0                       | 39    | 2     | 0      |
| C. A. San Lorenzo Argentina | 1.ª                 | 2016-17             | 1     | 0     | 0      | -                | -                | -                | 0                       | 0                       | 0                       | 1     | 0     | 0      |
| C. A. San Lorenzo Argentina | 1.ª                 | 2017-18             | 20    | 0     | 0      | -                | -                | -                | 2                       | 0                       | 0                       | 22    | 0     | 0      |
| C. A. San Lorenzo Argentina | 1.ª                 | 2018-19             | -     | -     | -      | 1                | 0                | 0                | 1                       | 0                       | 0                       | 2     | 0     | 0      |
| C. A. San Lorenzo Argentina | Total club          | Total club          | 21    | 0     | 0      | 1                | 0                | 0                | 3                       | 0                       | 0                       | 25    | 0     | 0      |
| Total en su carrera         | Total en su carrera | Total en su carrera | 174   | 6     | 8      | 1                | 0                | 0                | 12                      | 0                       | 0                       | 187   | 6     | 8      |

## Palmarés

### Títulos regionales
| Título             | Club     | Estado         | Año  |
| ------------------ | -------- | -------------- | ---- |
| Campeonato Carioca | Flamengo | Río de Janeiro | 2019 |
| Campeonato Carioca | Flamengo | Río de Janeiro | 2020 |

### Títulos nacionales
| Título              | Club     | País     | Año  |
| ------------------- | -------- | -------- | ---- |
| Torneo Clausura     | Olimpia  | Paraguay | 2015 |
| Serie A             | Flamengo | Brasil   | 2019 |
| Supercopa de Brasil | Flamengo | Brasil   | 2020 |

### Títulos internacionales
| Título              | Club     | Sede   | Año  |
| ------------------- | -------- | ------ | ---- |
| Copa Libertadores   | Flamengo | Lima   | 2019 |
| Recopa Sudamericana | Flamengo | Brasil | 2020 |